# Mustapha El Aakri
Mustapha El Aakri (en arabe : مصطفى العكري) est un chanteur berbère marocain spécialiste du Ouatar ou Loutar, un instrument de musique marocain apparenté à l'Oud, né en 1965. Il a commencé ses premiers pas en musique en 1985. Il est mort le 27 juillet 2001.

## Biographie
El Aakri a vécu à El Hajeb. Mustapha Elaakri avait une voix sympathique et une "Narma" spéciale de loutar, peut être parce qu'elle est provoquée d'une main gauche qui maîtrise cet instrument.
Elaakri avait vécu sa vie modeste, généreux et aimable pour un large public marocain surtout que ses chansons avaient traité  des sujets concernant la vie marocain en général et Amazigh en particulier.

## Albums
- Aktasigh awna righ g tadwt orit sohilt
- Tchamti isnghkawa tchmti isnghkawa
- Yach tardartiyi a tarzi n dounit
- Orack nigh laib aymanou tdout (La célèbre chanson d'Elaakri Mustapha)
- Youfasse iwna idan youfas
- Awa tsamht digui samhgh dik bdanagh
- Ghifm agui ijra kolchi
- Han atamant g zmana
- tfargh ahmam alig ikchm si skla
- Mani laahd mani lazazit (le dernier album)
- iaadbk omarg aadabni ifadne ayoulino